# Elektrische Feldkonstante
Die elektrische Feldkonstante {\displaystyle \varepsilon _{0}}, auch Permittivität des Vakuums oder Influenzkonstante, ist eine physikalische Konstante, die eine Rolle bei der Beschreibung von elektrischen Feldern spielt. Sie gibt das Verhältnis der elektrischen Flussdichte zur elektrischen Feldstärke im Vakuum an. Der Kehrwert der elektrischen Feldkonstanten tritt als Proportionalitätsfaktor im Coulomb-Gesetz auf.

## Namensgebung
Die deutschsprachigen Version der SI-Broschüre, des Referenzdokuments des Internationalen Einheitensystems, verwendet in ihrer Ausgabe von 2007 die Begriffe elektrische Feldkonstante und Permittivität des Vakuums synonym. Die Internationale Elektrotechnische Kommission hingegen lehnt Permittivität des Vakuums sowie auch Influenzkonstante ausdrücklich ab.

## Bedeutung
Die elektrische Feldkonstante verknüpft elektrische und mechanische Größen, die über das Coulombsche Gesetz
{\displaystyle F_{\mathrm {C} }={\frac {1}{4\pi \varepsilon _{0}}}{\frac {q_{1}q_{2}}{r^{2}}}}
in Beziehung stehen.
Diese Formel gilt im Vakuum; in Anwesenheit polarisierbarer Medien gelten andere, für das Medium spezifische Werte {\displaystyle \varepsilon }.
Man bezeichnet {\displaystyle \varepsilon } als die Permittivität. Sie gibt an, wie stark das elektrische Feld {\displaystyle E} ist, das sich an einer bestimmten Stelle des Raumes in Abhängigkeit von einem gegebenen Erregerfeld {\displaystyle D} ausbildet:  {\displaystyle \varepsilon E=D}. Im Vakuum gilt: {\displaystyle \varepsilon _{0}E=D}. Daher bezeichnet man {\displaystyle \varepsilon _{0}} auch als Permittivität des Vakuums.
Im elektrostatischen und im gaußschen Einheitensystem sind die elektromagnetischen Größen über die Formulierung des Coulomb-Gesetzes als
{\displaystyle F_{\mathrm {C} }={\frac {q_{1}q_{2}}{r^{2}}}}
definiert. Hier wird die elektrische Feldkonstante nicht benötigt.

## Einheiten und Naturkonstanten
Die Einheit von {\displaystyle \varepsilon _{0}} kann auf verschiedene Weisen durch die abgeleiteten SI-Einheiten Volt (V), Coulomb (C) und Farad (F) ausgedrückt werden:
{\displaystyle [\varepsilon _{0}]={\frac {\mathrm {A} \,\mathrm {s} }{\mathrm {V} \,\mathrm {m} }}={\frac {\mathrm {C} }{\mathrm {V} \,\mathrm {m} }}={\frac {\mathrm {F} }{\mathrm {m} }}={\frac {\mathrm {A} ^{2}\,\mathrm {s} ^{4}}{\mathrm {kg} \,\mathrm {m} ^{3}}}={\frac {\mathrm {C} ^{2}}{\mathrm {N} \,\mathrm {m} ^{2}}}}
Aus den Maxwell-Gleichungen ergibt sich im Internationalen Einheitensystem (SI) ein einfacher Zusammenhang zwischen der elektrischen Feldkonstante, der magnetischen Feldkonstanten {\displaystyle \mu _{0}} und der Lichtgeschwindigkeit {\displaystyle c}:
{\displaystyle \varepsilon _{0}\mu _{0}c^{2}=1}   und damit
{\displaystyle \varepsilon _{0}={\frac {1}{\mu _{0}c^{2}}}}
{\displaystyle \varepsilon _{0}} lässt sich aus der mit Messunsicherheit behafteten Feinstrukturkonstante {\displaystyle \alpha } und den exakt festgelegten Naturkonstanten Lichtgeschwindigkeit (c), Elementarladung (e) und Planck-Konstante (h) bestimmen:
{\displaystyle \varepsilon _{0}={\frac {e^{2}}{2\cdot h\cdot c\cdot \alpha }}}

## Geschichte
Nachdem 1948 erst die magnetische Feldkonstante μ0 und 1983 auch die Lichtgeschwindigkeit c durch die Definition der Maßeinheiten Ampere bzw. Meter auf einen exakten Wert festgelegt wurden, war damit bis zum Jahr 2019 auch der Wert der elektrischen Feldkonstante exakt festgelegt. Er betrug:
{\displaystyle {\begin{aligned}\varepsilon _{0}&={\frac {1}{\mu _{0}\ c^{2}}}={\frac {1}{4\,\pi \cdot 10^{-7}{\frac {\mathrm {N} }{\mathrm {A} ^{2}}}\cdot \left(299\,792\,458\;{\frac {\mathrm {m} }{\mathrm {s} }}\right)^{2}}}\\&=8{,}854\ 187\ 812\ldots \cdot 10^{-12}{\frac {\mathrm {As} }{\mathrm {Vm} }}\,.\end{aligned}}}
Durch die auf der 26. Generalkonferenz für Maß und Gewicht beschlossene Revision des Internationalen Einheitensystems erfolgt die Definition des Ampere seit dem 20. Mai 2019 auf Basis der Elementarladung und der Definition der Sekunde. Die magnetische Feldkonstante und damit auch die elektrische Feldkonstante sind seitdem mit Messunsicherheit behaftete Messgrößen.